# Ла Порт (Индијана)
Ла Порт (енгл. La Porte) град је у америчкој савезној држави Индијана.

## Демографија
По попису из 2010. године број становника је 22.053, што је 432 (2,0%) становника више него 2000. године.
| Група             | 2000.          | 2010.          |
| Белци             | 19.448 (89,9%) | 18.414 (83,5%) |
| Афроамериканци    | 416 (1,9%)     | 672 (3,0%)     |
| Азијати           | 82 (0,4%)      | 100 (0,5%)     |
| Хиспаноамериканци | 1.410 (6,5%)   | 2.460 (11,2%)  |
| Укупно            | 21.621         | 22.053         |